# Mixer (site web)
Pour les articles homonymes, voir Mixer.
Mixer était un service de streaming de jeux vidéo, basé à Seattle aux États-Unis. Le service a été officiellement lancé le 5 janvier 2016 sous le nom de Beam, mais a été renommé Mixer en mai 2017. Il a fermé en 2020 à la suite d'une fusion avec Facebook Gaming.

## Fonctionnalités
Mixer se distingue des autres plateformes de streaming en continu en mettant l'accent sur l'interactivité entre les diffuseurs et leurs téléspectateurs ; le service annonçait qu'il y aurait une latence de moins d'une seconde entre la diffusion originale et sa réception par les utilisateurs, et non pas 10-20 secondes. Cette fonctionnalité est mise à profit avec l'interactivité, où les téléspectateurs peuvent utiliser des boutons affichés le long d'un flux pour influencer le direct. Les utilisateurs peuvent dépenser des "Sparks" (gagnés en regardant et en participant à un direct) pour activer des nouvelles fonctionnalités sur un compte utilisateur. De plus, Mixer peut être intégré directement dans un jeu vidéo grâce à un SDK,.

## Historique
Beam a été lancé le 5 janvier 2016. En mai 2016, Beam a remporté le concours Startup Battlefield à la conférence TechCrunch Disrupt et a reçu la somme de 50 000 dollars,.
Le 11 août 2016, Beam a été racheté par Microsoft pour un montant non divulgué à ce jour. L'équipe du service a été intégrée dans la division Xbox,,. Le 26 octobre 2016, Microsoft a annoncé que Beam serait intégré dans Windows 10. Il est également possible de diffuser du contenu directement depuis une Xbox One sur la plateforme de Microsoft depuis une mise à jour de mars 2017.
Le 25 mai 2017, Microsoft a annoncé que Beam changeait de nom pour Mixer, car le nom précédent ne pouvait pas être utilisé dans le monde entier. Ce changement de marque s'est accompagné de l'introduction de plusieurs nouvelles fonctionnalités, telles que la possibilité pour les utilisateurs de co-animer un direct (jusqu'à trois simultanément), ainsi que l'application mobile compagnon Mixer Create. Il a également été annoncé que Mixer bénéficierait d'une intégration dans le tableau de bord de la Xbox One.
Le 1er août 2019, le streamer de jeux vidéo Ninja, l'une des personnalités les plus en vue sur Twitch, avec plus de 14 millions d'abonnés, annonce qu'il diffuserait du contenu exclusivement sur Mixer à partir du 2 août 2019,.
Le 24 octobre 2019, c'est au tour de Shroud de quitter Twitch pour Mixer.
Le 22 juin 2020, Microsoft annonce la fusion de Mixer avec Facebook Gaming. Le site ferme officiellement le 23 juillet 2020 après 4 ans d'existence.